# Kobieta w oknie
Kobieta w oknie (oryg. ang. The Woman in the Window) – amerykański film noir w reżyserii Fritza Langa z 1944, zrealizowany według powieści J.H. Wallisa Once Off Guard.
Opowiada historię profesora psychologii, który ulega fascynacji piękną femme fatale i za jej sprawą zostaje przypadkowo wplątany w przestępstwo. Wykorzystano tu charakterystyczny dla weimarskiego filmu ulicznego motyw mężczyzny w średnim wieku zafascynowanego młodszą kobietą; pomysł scenariusza inspirowany jest także teoriami Zygmunta Freuda.

## Obsada
- Edward G. Robinson – profesor Richard Wanley
- Joan Bennett – Alice Reed
- Raymond Massey – prokurator Frank Lalor
- Edmund Breon – doktor Michael Barkstane
- Dan Duryea – szantażysta Heidt/odźwierny Tim
- Thomas E. Jackson – inspektor Jackson, szef Wydziału Zabójstw
- Arthur Loft – Claude Mazard/Frank Howard/szatniarz Charlie
- Arthur Space – kapitan Kennedy
- Dorothy Peterson – pani Wanley, matka profesora
- Frank Dawson – Collins